# Вокзал Падерборн
Падерборнский вокзал (нем. Paderborn Hauptbahnhof) — главный железнодорожный вокзал в городе Падерборн (федеральная земля Северный Рейн-Вестфалия). По немецкой системе классификации вокзал Падерборна относится к категории 3.

## История

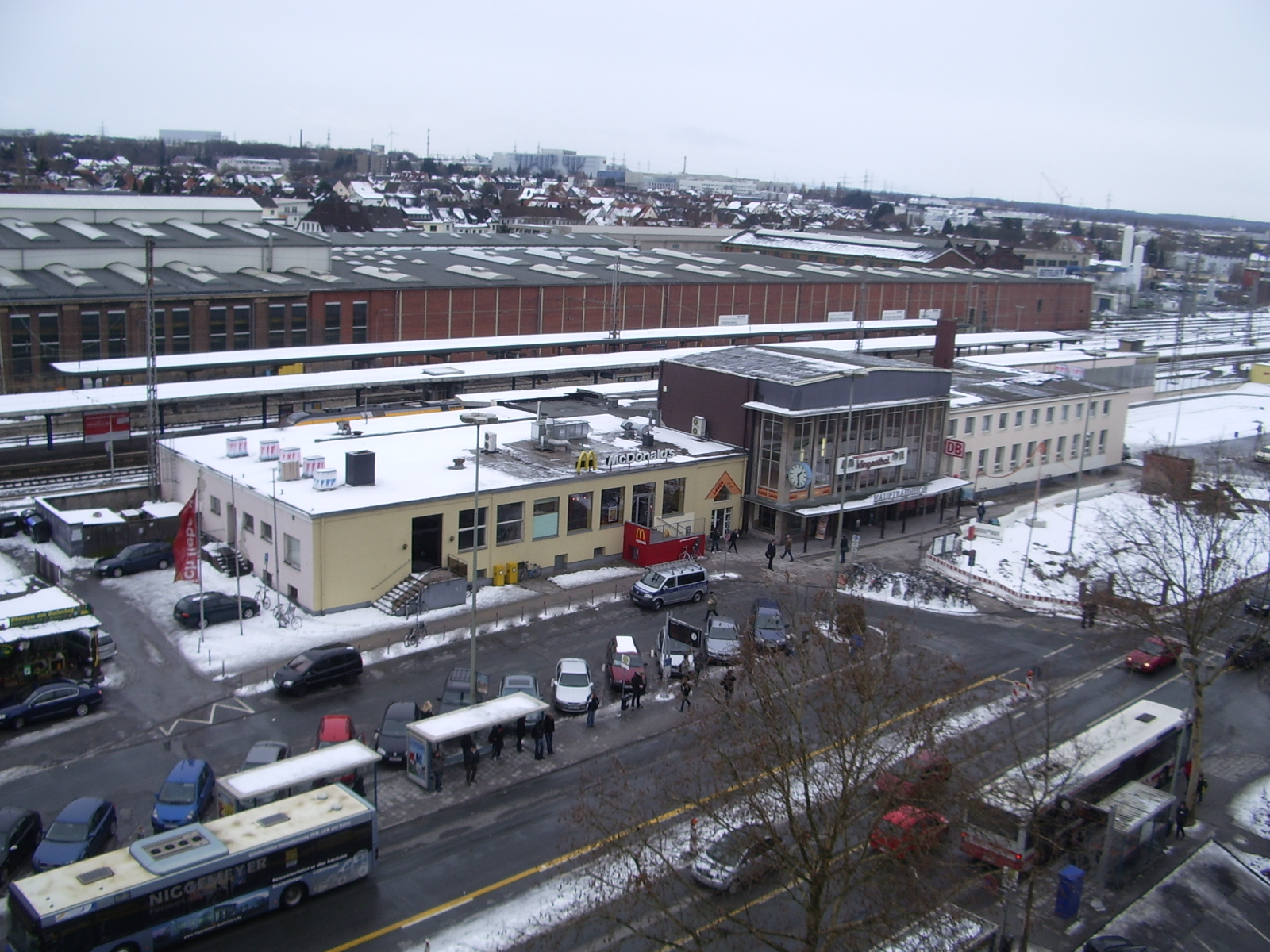
Падерборнский вокзал с высоты птичьего полёта

1 октября 1850 года Королевская Вестфальская железнодорожная компания открыла железнодорожный участок Хамм-Падерборн, который спустя три года был продлён до Варбурга. В 1902 году из Падерборна была проложена железнодорожная ветка до Брилона (Дорога долины Альме, 30 мая 1981 года движение по этому участку было закрыто).

Летом 1973 года через Падерборн было организовано движение поездов InterCity, но так как пассажиропоток в этом направлении не оправдывал ожиданий, то к декабрю 2007 года движение поездов IC через Падерборн было полностью прекращено.

D 2009 году было принято решение о сносе существующего здания вокзала и строительства нового, которое должно быть сдано в экусплуатацию в 2012 году. Стоимость строительства нового вокзала оценивается в 4,4 млн. евро.

## Движение поездов по станции Падерборн

### RE,RBиS-Bahn
| Линия | Название          | Маршрут |
| ----- | ----------------- | --- |
| RE 1  | NRW-Express       | Падерборн — Зост — Хамм — Дортмунд — Бохум — Эссен — Мюльхайм-на-Руре — Дуйсбург — Аэропорт (Дюссельдорф) — Дюссельдорф — Кёльн–Мессе/Дойц — Кёльн — Ахен |
| RB 72 | Ostwestfalen-Bahn | Эрфорд — Лаге — Детмольд — Альтенбекен — Падерборн |
| RB 74 | Senne-Bahn        | Билефельд — Билефельд-Зеннештадт — Падерборн |
| RB 84 | Egge-Bahn         | Падерборн — Хёкстер — Хольцминден |
| RB 89 | Ems-Börde-Bahn    | Мюнстер — Хамм — Падерборн — Варбург |
| S5    | S-Bahn Hannover   | Падерборн — Хамельн — Ронненберг — Ганновер — Лангенхаген — Аэропорт Ганновер-Лангенхаген                                                                 |